# Lilli Lehmann

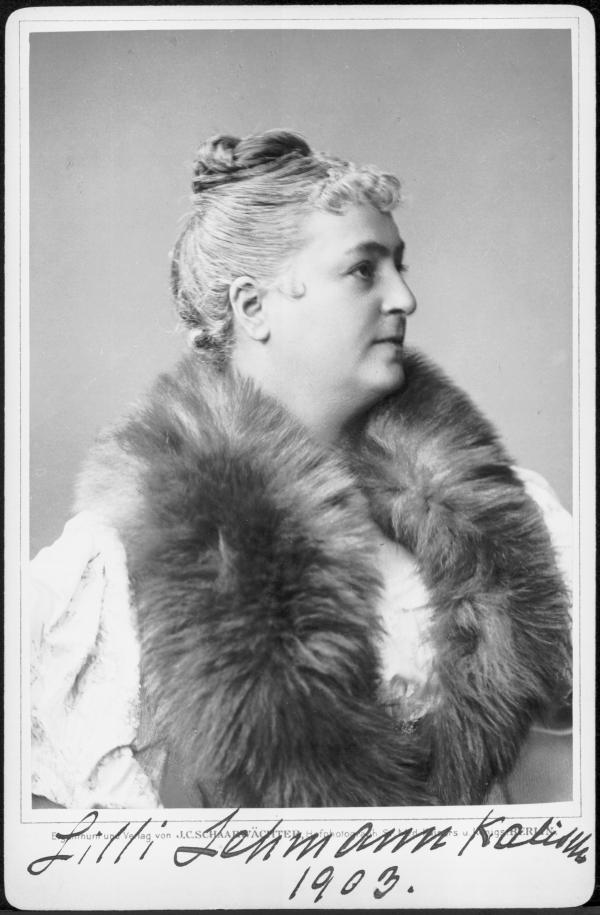

Lilli Lehmann (Würzburg, 24 de noviembre de 1848-Berlín, 17 de mayo de 1929) fue una célebre soprano alemana que comenzó su carrera como soprano de coloratura madurando como la más famosa soprano wagneriana de su época.

## Biografía
Debutó en Praga en 1865 y en 1870 se unió a la Ópera de Berlín.
Cantó en el primer Festival de Bayreuth en 1876.
Entre 1885 y 1890 fue la gran estrella del Metropolitan Opera de Nueva York.
En 1905 cantó en el Festival de Salzburgo que posteriormente dirigió. En 1916 fundó la Academia de verano del Mozarteum de Salzburgo que hoy otorga la Medalla Lilli Lehmann en su honor.
Su repertorio incluyó 170 papeles. Se le atribuye el haber dicho: «Prefiero cantar las tres Brunildas de Wagner antes que una sola Norma de Bellini» (fue considerada suprema intérprete de los cuatro papeles, además del de Isolda).
Se retiró en 1920 continuando su actividad como maestra, entre sus pupilos figuran Geraldine Farrar, Olive Fremstad, Walter Kirchhoff, Melanie Kurt, Edytha Fleischer y Viorica Ursuleac.
Publicó varios libros, entre ellos sus memorias, un libro sobre arte y un estudio sobre Fidelio, siendo el más famoso How to sing (Cómo cantar, en español).

## Discografía de referencia
- Lilli Lehmann - The Complete Recordings